# Олиев
Олиев (укр. Оліїв, пол. Olejów) — село в Зборовской городской общине Тернопольского района Тернопольской области Украины.
Код КОАТУУ — 6122687001. Население по переписи 2001 года составляло 778 человек.
До 2020 года входило в Зборовский район.

## Географическое положение
Село Олиев находится на берегу реки Лопушанка,
выше по течению на расстоянии в 1 км расположено село Лопушаны,
ниже по течению на расстоянии в 1 км расположено село Белокриница.
Через село проходит автомобильная дорога Т-2013.

## История
- 1863 год — дата основания.
- 6 (19) июля 1917 года во время Германского контрнаступления в районе боев за Олиев (Олеювъ) пропало без вести более 170 солдат 140-го пехотного Зарайского полка.
- До сентября 1939 года входило в состав II Польской республики, после советского вторжения 1939 года вошло в состав СССР.
- В годы оккупации село входило в дистрикт Галиция Генерал-губернаторства.
- Освобождёно 15 июля 1944 года во время Львовско-Сандомирской операции танкистами 54-й гвардейской танковой бригады[2].

## Экономика
- Кирпичный завод.

## Объекты социальной сферы
- Школа.
- Дом культуры.
- Амбулатория.

## Достопримечательности
- Братская могила советских воинов.